# فردیناند فون زپلین
فردیناند آدولف آوگوست هاینریش گراف فون زپلین (به آلمانی: Ferdinand Adolf August Heinrich Graf von Zeppelin) در هشتم ژوئیه سال ۱۸۳۸ در کنستانتس آلمان به دنیا آمد و در ۸ مارس ۱۹۱۷ چشم از جهان فرو بست. او در سال ۱۸۵۴ به خدمت ارتش ورتمبرگ درآمد و خیلی زود توانست به عنوان آجودانی شاه ورتمبرگ دست یابد. او در جنگ‌های سال ۱۸۶۶ و نبرد بین «فرانکو - پروس» شرکت کرد و به افتخارات زیادی دست یافت. در سال ۱۸۸۵ به عنوان نماینده ایالت در مجلس برلین عضویت یافت و در آنجا بود که توانست امتیاز نظارت بر ماشین‌های پروازی را بگیرد. سپس در سال ۱۸۹۵ در شهر فردریش هافن اقدام به تأسیس شرکت گراف زپلین نمود و به کمک یک مهندس مکانیک به نام «تئودور کوبر» اولین زپلین تاریخ را ساخت و اولین پرواز این وسیله غول‌پیکر در روز ۲ ژوئیه سال ۱۹۰۰ بر فراز دریاچه بودنزه صورت پذیرفت.
از آن روز تاکنون کارخانه زپلین چهره فردریش‌هافن را کمی صنعتی کرد و کارگران زیادی را به سوی خود فراخواند. تندیسی از فردیناند زپلین در جلوی کارخانه‌اش به رسم یادبود قرار گرفته‌است.

## اوایل زندگی
فردیناند عضو خانواده ای اشرافی بود. تزپلین، زادگاه نام خانوادگی این خانواده، یک شهر کوچک در خارج از شهر بوتزو در مکلنبورگ است.
فردیناند پسر وزیر وورتمبرگ و هافمارشال فریدریش یروم ویلهلم کارل گراف فون زپلین (۱۸۰۷-۱۸۸۶) و همسرش آملی فرانسوا پائولین (متولد ماکر دوگر) (۱۸۱۶-۱۸۵۲) بود. فردیناند دوران کودکی خود را با خواهر و برادرش در عمارت گایرسبرگ آن‌ها در نزدیکی کنستانتس گذراند، جایی که تحت آموزش معلمان خصوصی قرار گرفت و تا زمان مرگ در آنجا زندگی کرد. در ۷ اوت ۱۸۶۹ فردیناند در برلین با ایزابلا فراین فون ولف ازدواج کرد. او از خانه شواننبورگ قدیمی(امروزه-شهر گولبن در لتونی ، سپس بخشی از لیونیا) بود. آن‌ها صاحب دختری به نام هلن (هلا) فون زپلین (۱۸۷۹-۱۹۶۷) شدند که در سال ۱۹۰۹ با گراف الکساندر فوند براندنشتاین-زپلین (۱۸۸۱-۱۹۴۹) ازدواج کرد.
فردیناند یک برادرزاده به نام بارون مکس فون جممینگن داشت که بعداً در آغاز جنگ جهانی اول، پس از دوران سربازی، داوطلب شد تا به عنوان افسر ستاد عمومی تعیین شده به کشتی هوایی LZ ۱۲ زاکسن ارتش تبدیل شود.

## حرفه در ارتش

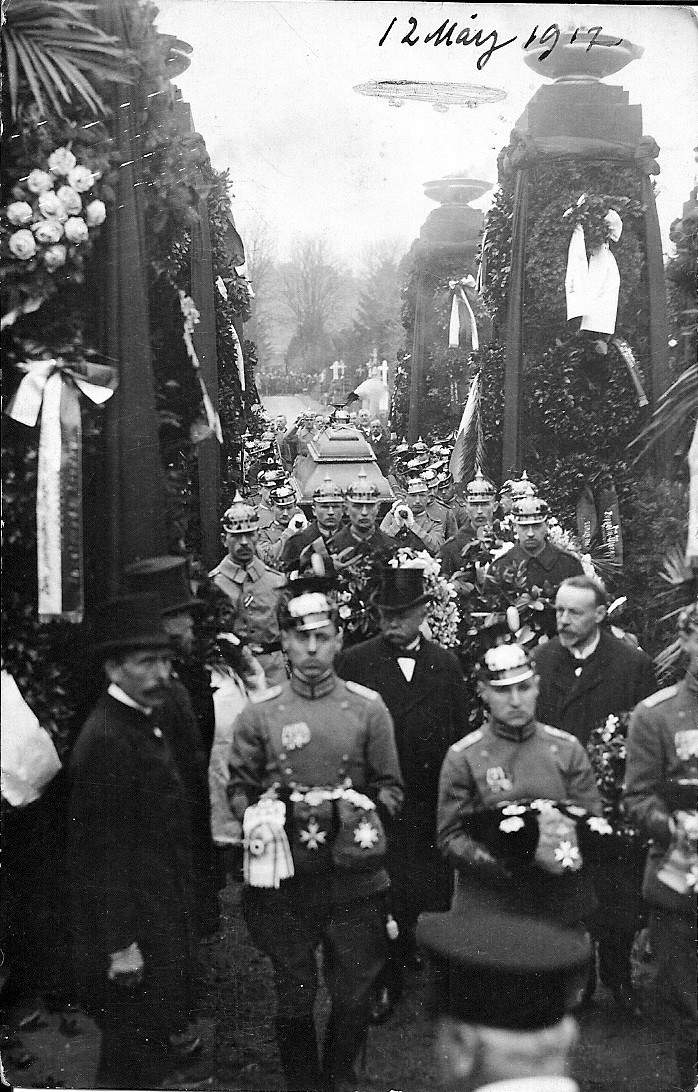
دفن گراف زپلین در ۱۲ مارس ۱۹۱۷ در پراگ فریدهوف در اشتوتگارت

در سال ۱۸۵۳ کنت زپلین برای شرکت در پلی‌تکنیک به شهر اشتوتگارت رفت و در سال ۱۸۵۵ به‌عنوان دانشجوی مدرسه نظامی در لودویگزبورگ درآمد و سپس کار خود را به عنوان افسر ارتش در ارتش وورتمبرگ آغاز کرد.

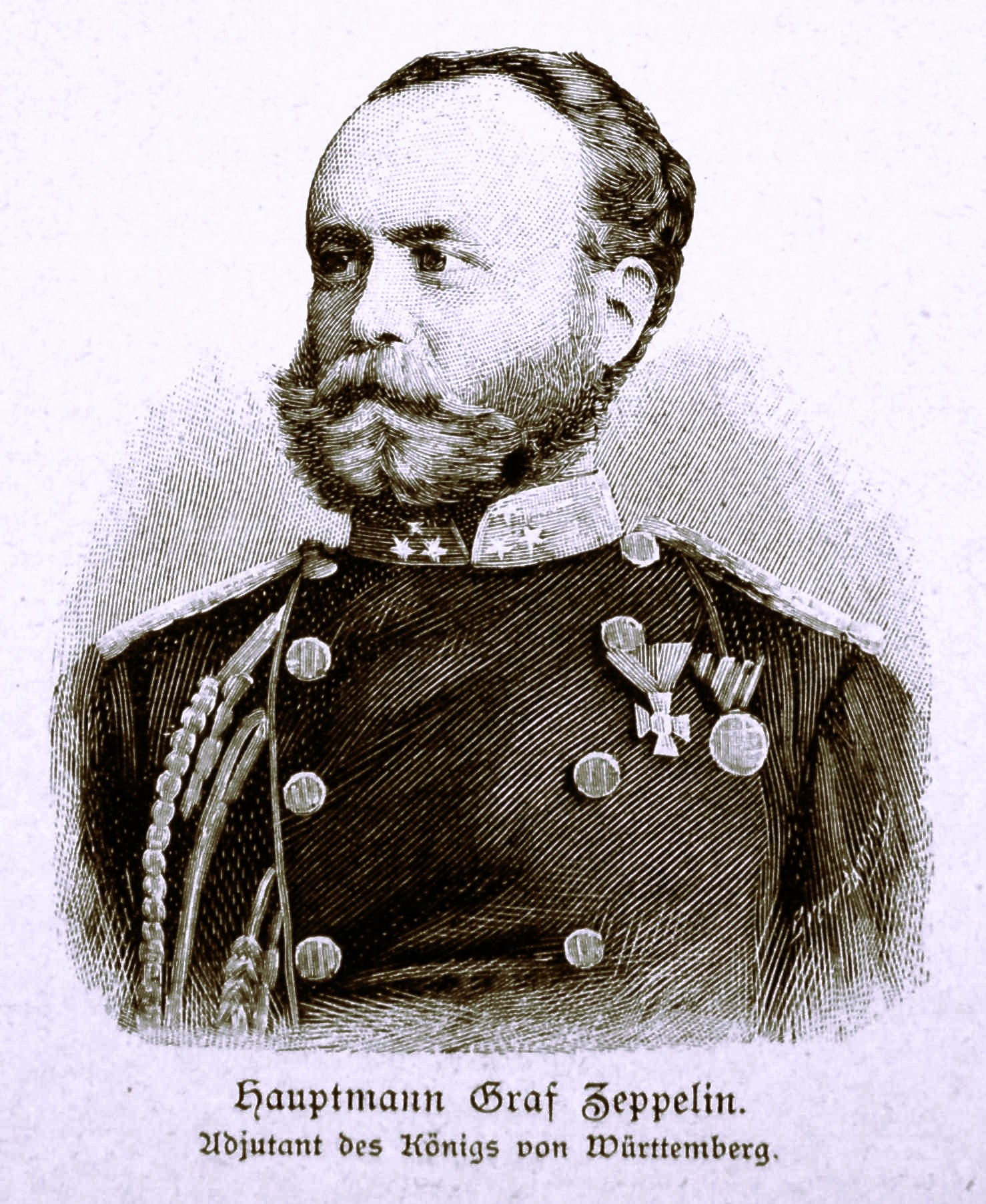
کاپیتان گراف زپلین با لباس متحدالشکل چارلز اول وورتمبرگ ، ۱۸۶۵

تا سال ۱۸۵۸ ، زپلین به درجه ستوانی ارتقا يافت و در آن سال به او اجازه داده شد تا در شهر توبينگن در رشته علوم، مهندسی و شيمی درس بخواند. بسیج ارتش وورتمبرگ برای جنگ اتریش-ساردینی این مطالعه را در سال ۱۸۵۹ هنگامی که وی به (Ingenieurkorps ،گروه مهندسی وورتمبرگ) در اولم فراخوانده شد، متوقف می‌کند.
در سال ۱۸۶۳، زپلین به‌عنوان ناظر ارتش اتحادیه پوتوماک در جنگ داخلی آمریکا در ویرجینیا اعزام شد.
در سال ۱۸۶۵، زپلین به‌عنوان جانشین پادشاه وورتمبرگ منصوب شد و به‌عنوان افسر ستاد کل در جنگ اتریش و پروس در سال ۱۸۶۶ شرکت کرد. او به‌عنوان ریترکروز (صلیب شوالیه) از خدمات خدمات برجسته وورتمبرگ دریافت کرد.در جنگ فرانسه و پروس ۱۸۷۰-۱۸۷۱، یک مأموریت شناسایی در پشت خطوط دشمن، که در طی آن وی به سختی از اسارت توسط فرانسوی‌ها اجتناب کرد، او را در بین آلمانی‌ها مشهور کرد.

از سال ۱۸۸۲ تا ۱۸۸۵ زپلین فرمانده نوزدهمین اولان در اولم بود و سپس به‌عنوان فرستاده وورتمبرگ در برلین منصوب شد. در سال ۱۸۹۰ وی با بازگشت فرماندهی تیپ سواره نظام پروس، این پست را برای بازگشت به خدمت ارتش واگذار کرد. اقدامات او در این سمت در مانورهای پاییزی ۱۸۹۰ به شدت مورد انتقاد قرار گرفت و او مجبور شد از ارتش بازنشسته شود، البته با درجه سرلشکری.

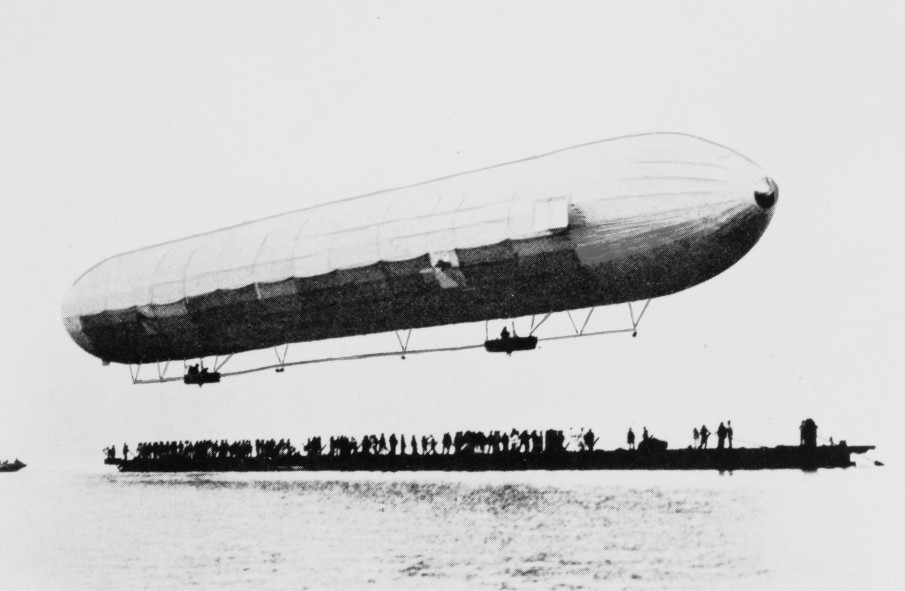
اولین کشتی هوایی زپلین

## درگذشت
از سال ۱۹۱۶ تا زمان مرگ ، زپلین نماینده شوالیه در اولین اتاق پارلمان ایالت وورتمبرگ بود. وی در سال ۱۹۱۷ در برلین درگذشت. قبر او در قبرستان پراگ در اشتوتگارت قرار دارد.

## میراث
کنت زپلین در سال ۱۹۱۷، قبل از پایان جنگ جهانی اول درگذشت، بنابراین او نه شاهد تعطیلی موقت پروژه زپلین به دلیل معاهده ورسای و نه دومین تجدید حیات زپلین در زمان جانشین خود هوگو اکنر، نبود. ناو هواپیمابر ناتمام جنگ جهانی دوم آلمانی گراف زپلین و دو کشتی هوایی سفت و سخت، گراف زپلین LZ ۱۲۷ و گراف زپلینLZ ۱۳۰ G II، دوقلوی هیندنبورگ، به نام او نامگذاری شدند.

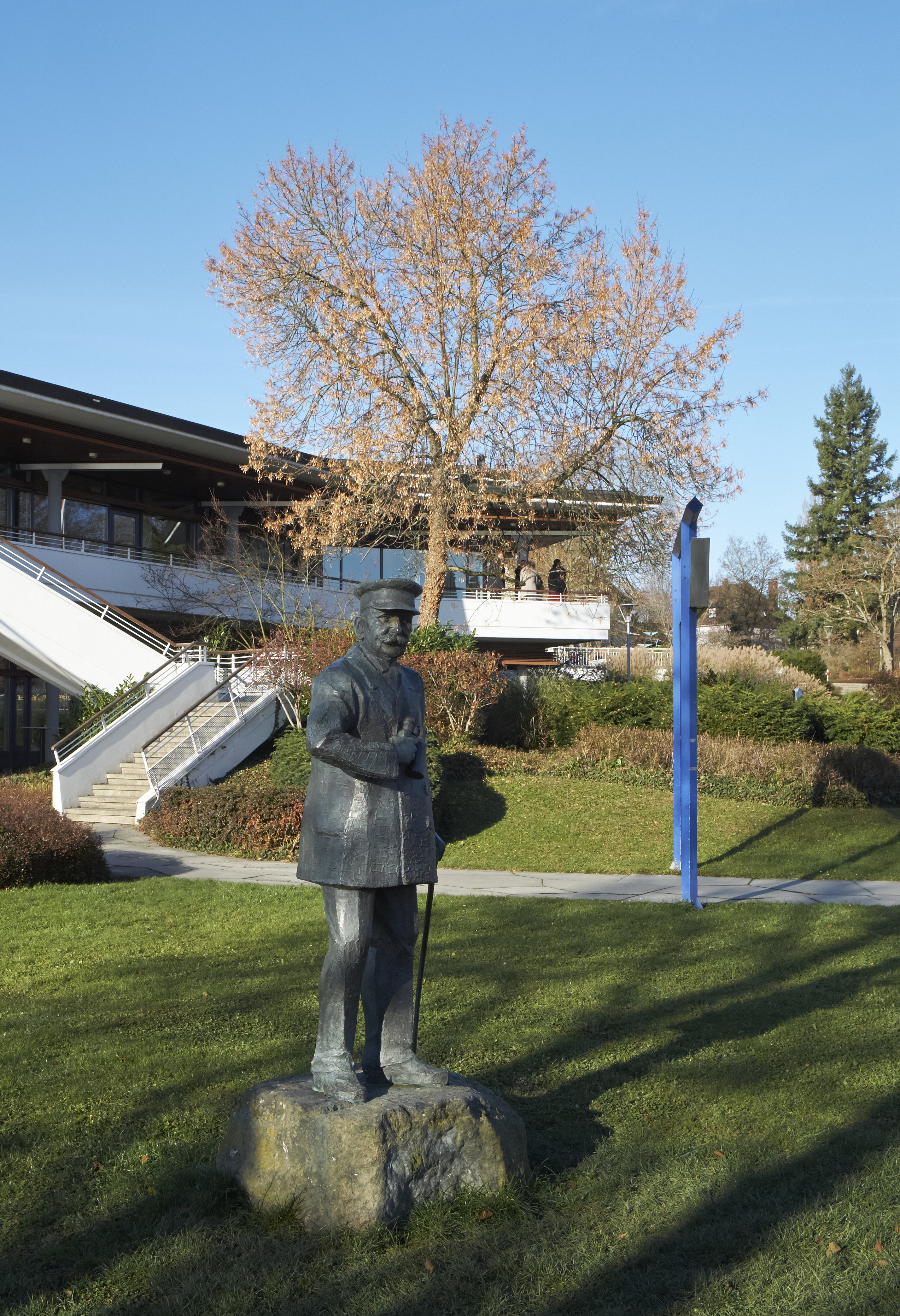
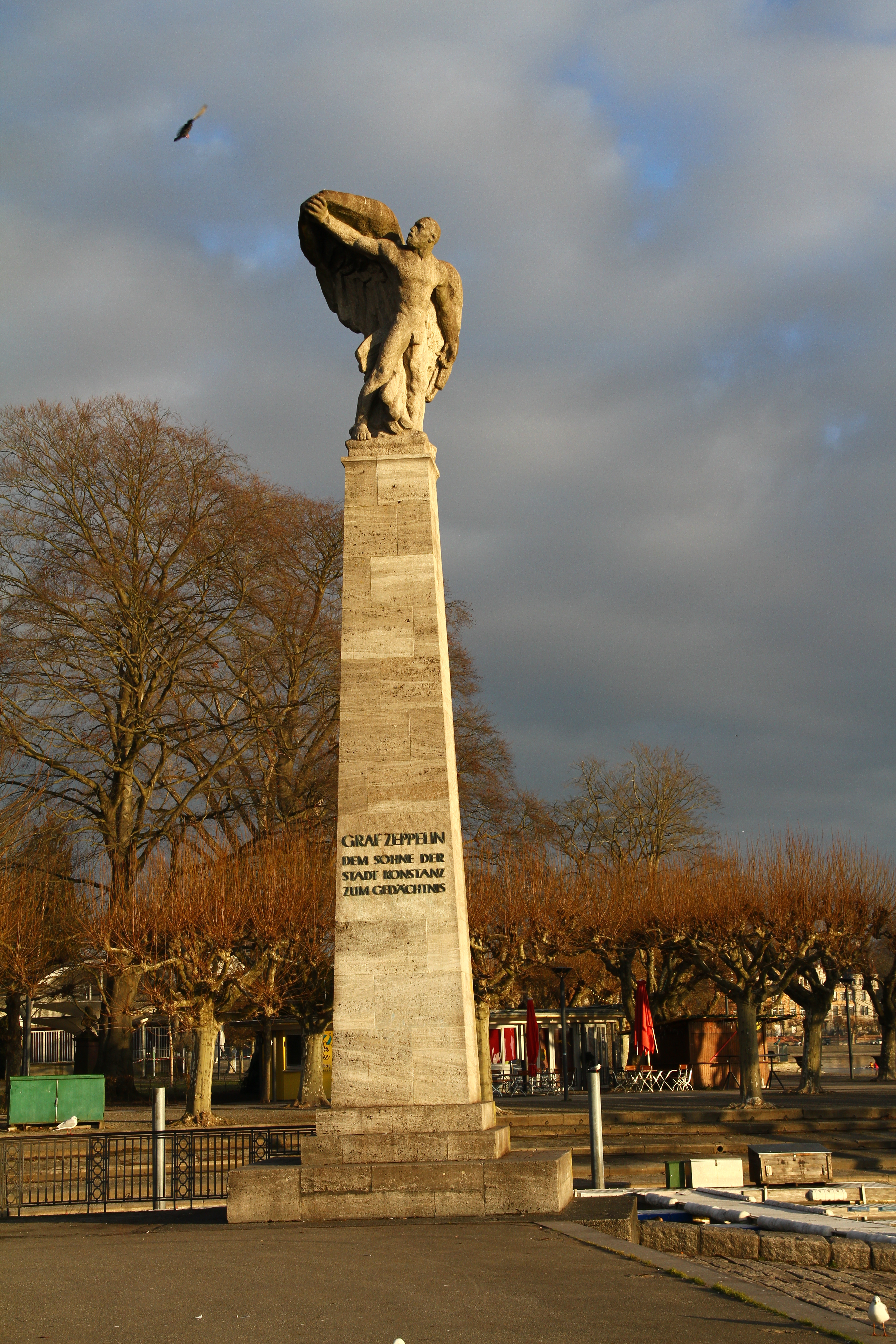
یادبود زپلین در بندر گوندولا در کنستانز
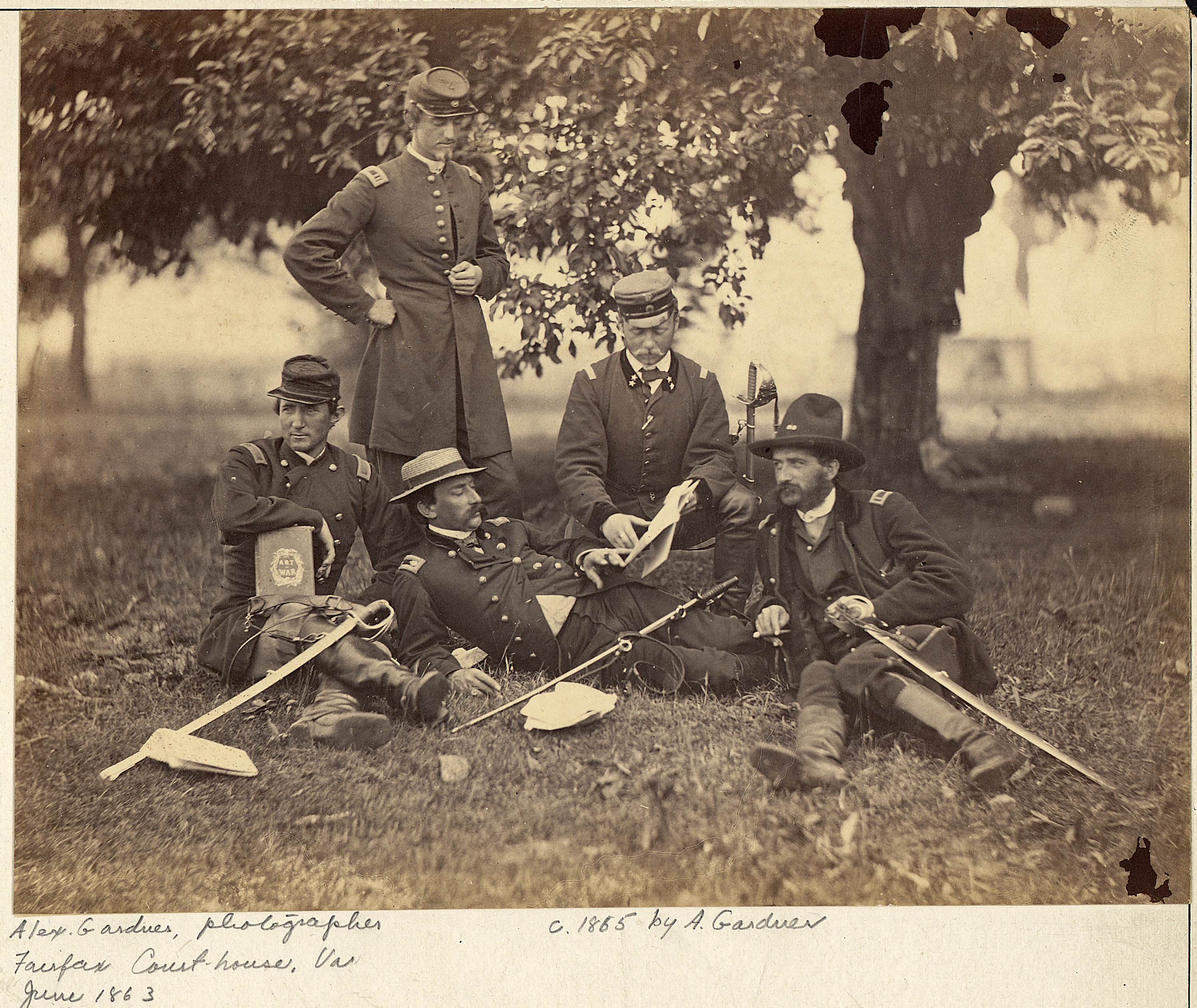
فردیناند فون زپلین در ویرجینیا ، ژوئن 1863 - دومین نفر از سمت راست
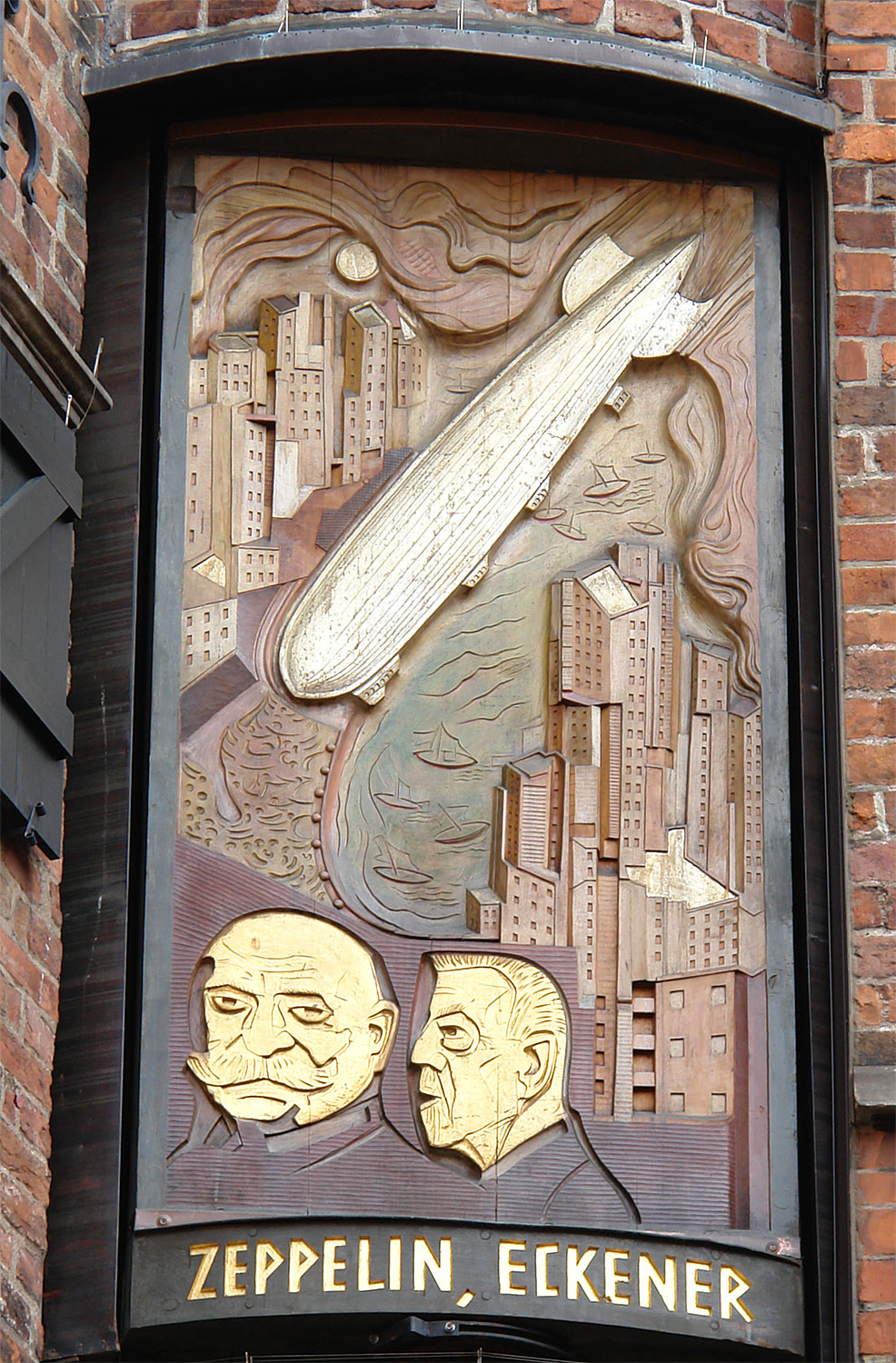
پلاک یادبود با تصویر زپلین و هوگو اکنر (برمن ، 1934).
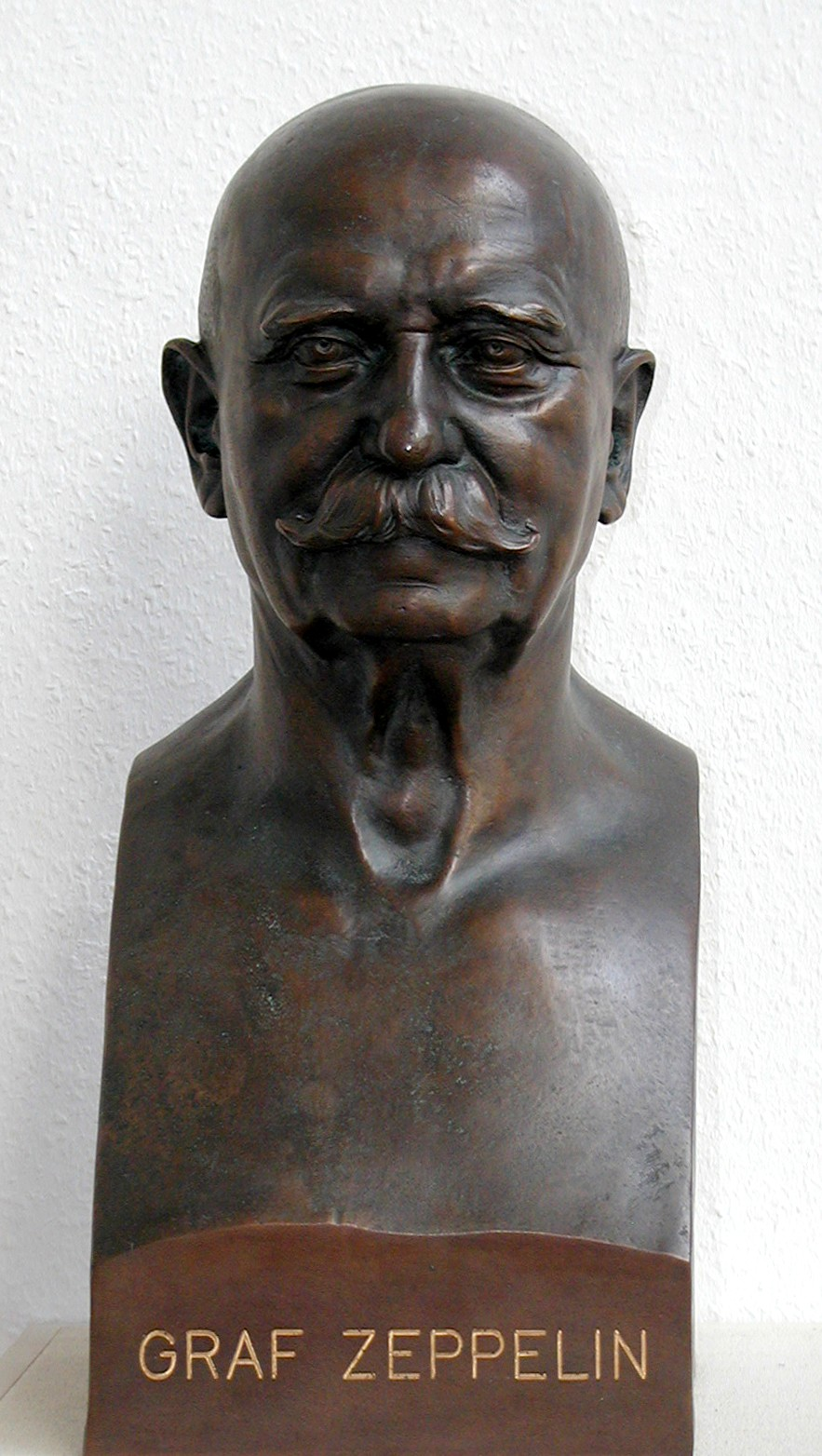
نیم تنه زپلین در نوردولز.

## لینک های خارجی
درباره فردیناند فون زپلین و ادبیات او در فهرست کتابخانه ملی آلمان.
"بیوگرافی: فردیناند گراف فون زپلین ، ۱۸۳۸-۱۹۱۷ بایگانی‌شده  در ۱۲ ژوئیه ۲۰۱۴ توسط Wayback Machine" (به آلمانی). موزه تاریخی آلمان بازبینی شده در ۱۲ سپتامبر ۲۰۰۹.
مایکل "والتر" والز. "اشتوتگارت در تصویر - فردیناند گراف فون زپلین" (به آلمانی). موزه تاریخی آلمان بازیابی ۱۲ سپتامبر ۲۰۰۹. (سنگ قبر در اشتوتگارت ، بیوگرافی و تصاویر)
بریده های روزنامه درباره فردیناند فون زپلین در بایگانی مطبوعات قرن بیستم ZBW

## جستار های وابسته
- کشتی هوایی
- زپلین
- هیدنبورگ
- امپراتوری آلمان
- لوفت‌شیفباو زپلین

## ۸ منابع
1. ↑  فردیناند فون زپلین در بایگانی
2. ↑  «Home - Luftschiffbau Zeppelin GmbH». www.zeppelin-lz.com. دریافت‌شده در ۲۰۲۱-۰۸-۰۹.
3. ↑  wearezeppelin (۲۰۲۰-۰۲-۰۵). «1900: Count Ferdinand von Zeppelin and his vision of an airship». 70 years of Zeppelin (به انگلیسی). دریافت‌شده در ۲۰۲۱-۰۸-۰۹.
4. ↑  "RootsWeb: GEN-DE-L Re: Zeppelin and Brandenstein family بایگانی‌شده  در ۲۰۱۲-۱۰-۱۴ توسط Wayback Machine". Retrieved 4 April 2009.
5. ↑   ارتش امپراتوری آلمان توسط ایالات مختلف سهمیه‌بندی شده بود.

و زیر نظارت فرماندار یا دوک آن ایالت، فعالیت نظامی انجام می‌شد.
6. ↑  این مقاله متنی از یک نشریه را که اکنون در مالکیت عمومی است شامل می شود: Rines ، George Edwin، ed. (1920). "زپلین ، فردیناند". دانشنامه امریکا.
7. ↑  "آمبروتیپ بالگرد صعود جان استاینر ، 1857 بایگانی‌شده  در ۱۳ ژوئن ۲۰۱۸ توسط Wayback Machine". موزه ملی هوا و فضا موسسه اسمیتسونین 16 مه 2016. بازبینی شده در 9 مارس 2017.
8. ↑  "گزارش رسمی آلمان از جنگ فرانسه و آلمان". تایمز (27517). لندن 25 اکتبر 1872. ص. 10
9. ↑  "بیوگرافی زپلین". بایگانی شده از نسخه اصلی در 16 نوامبر 2009. بازیابی در 4 آوریل 2009.
10. ↑  «erfinder 3». www.knerger.de. دریافت‌شده در ۲۰۲۱-۰۸-۰۹.